# 東京愛らんどシャトル

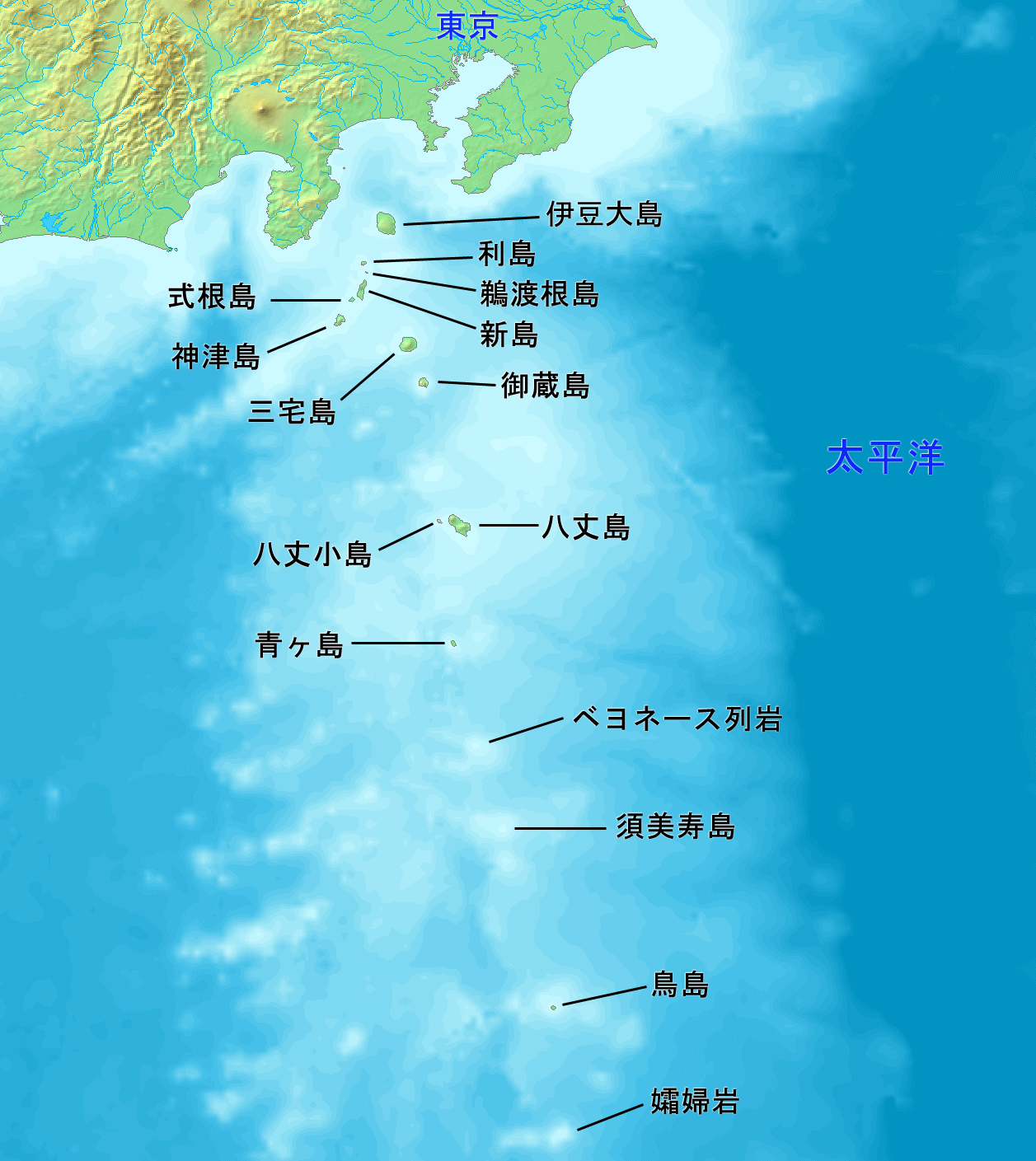
伊豆諸島の地形図

東京愛らんどシャトル（とうきょうあいらんどシャトル、略称:TAL）は、東邦航空が伊豆諸島の島嶼間で運航する、日本で唯一のヘリコミューター路線である。

## 概要
公益財団法人東京都島しょ振興公社からの委託により、東邦航空が運航している。定期船の就航率が低い利島・御蔵島・青ヶ島へのアクセス手段として、また定期船が直航しない大島 - 三宅島間の移動手段として重宝されている。
1993年（平成5年）8月25日に運航が開始され、2010年（平成22年）1月14日に搭乗者25万人、2012年（平成24年）11月13日に搭乗者30万人、
2024年（令和6年）11月11日に搭乗者50万人を達成した。

## 就航路線
- 八丈島 - 青ヶ島（約20分）
- 八丈島 - 御蔵島（約25分）
- 御蔵島 - 三宅島（約10分）
- 伊豆大島 - 三宅島（約20分）
- 伊豆大島 - 利島（約10分）

搭乗手続等については、空港のある島では空港職員が、空港のない島では役場職員と空港職員が担当している。

## 就航パターン
アイランドホッピング型の運航形態を持ち、八丈島 - 青ヶ島 - 八丈島 - 御蔵島 - 三宅島 - 大島 - 利島 - 大島 - 三宅島 - 御蔵島 - 八丈島の順に飛行する。
青ヶ島、御蔵島、利島ではヘリポート（法的には場外離着陸場）への離着陸となる。
- 出発は午前9時20分で、再び八丈島へ戻るのは16時[7]。
- 各便出発の1時間前に運航の可否を決定する。
- 八丈島 - 青ヶ島間および八丈島 - 御蔵島間は、定期船等の欠航が続いた場合や役場からの要請があった場合に臨時便やチャーター便として運航されることがある。
- 当初は日曜休航で、梅雨期には週3日運航であったが、1996年（平成8年）9月1日に通年運航が開始された[3]。
- 当初は三宅島以北のパターンが三宅島 - 利島 - 大島 - 利島 - 三宅島であったが、三宅島 - 利島相互間の利用率が突出して低く、2000年（平成12年）10月1日に現在のパターンに改められた[3]。
- 三宅島の噴火に伴い、2000年（平成12年）10月17日から三宅島路線が運休となったが、2005年（平成17年）6月24日に臨時便の運航が開始され、同年10月1日に定期便の運航が再開された[8]。
- 2018年10月15日からは、就航する島の住民を対象に、運賃が4割引きとなる「島民割引」が導入された[7]。
- 2018年11月1日より、三宅島空港での発着を再開した。それまでは、島北端部の伊豆・神着地区にある場外離着陸場から発着した。

## 機材

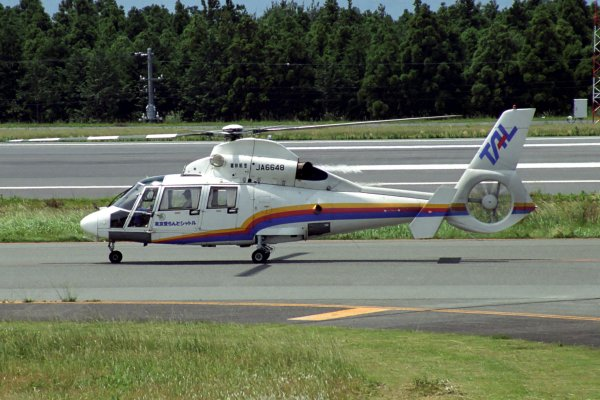
大島空港に着陸したAS365（現在は退役）

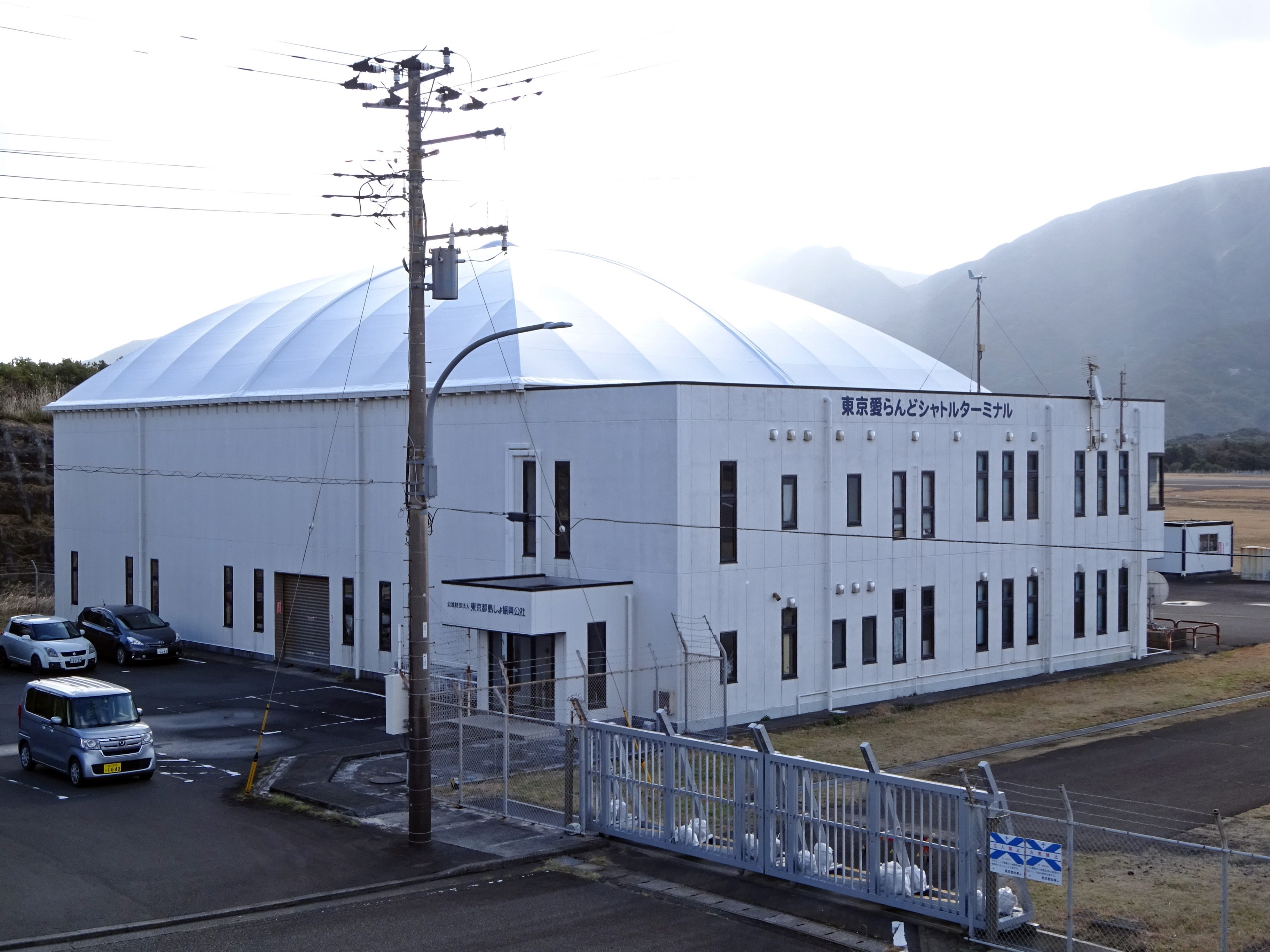
東京愛らんどシャトルターミナルビル

東邦航空では専用の塗装を施した機材を用意し、八丈島空港を拠点に運航を行っている。基本的に1機でまかなえるスケジュールであるが、定期検査や整備に備え、常にもう1機を東京ヘリポートなどに待機させている。また、飛行区間のほとんどが海上であるため、塩害対策として最終便後に毎日エンジン内部の清掃を行っている。
また伊豆鳥島で行われているアホウドリ保護活動において、人員や物資輸送、また小笠原諸島聟島までのアホウドリのヒナの輸送などで、予備機が東邦航空のチャーターヘリとして運航されていた。
運航中の機材
- アグスタウエストランド AW139（機体番号JA239A）
JA761Aの更新機として，2022年（令和4年）12月より就航[9]。

過去の機材
- アエロスパシアルAS365N ドーファン2 - 2機（機体番号JA6648、JA9972、JA9693）
旅客定員は8名。
JA6648はその後仙台放送の報道ヘリとなるが、2011年の東日本大震災で仙台空港において被災、大破し抹消登録となった。
JA9693は元名古屋市消防局の機体で、東邦航空所属後は通常のオールホワイト塗装となり、岩手県や熊本県など各県防災ヘリの整備期間中の代替機を務めるなどしていたが、S-76Cの不具合発生にともない、尾翼に「TAL」ロゴとイメージライン、ドアに愛称を塗装されたうえ、2014年3月の1か月間のみ運航された。
- シコルスキーS-76C - 2機 （機体番号JA761A、JA769B）
旅客定員は9名。機体そのものの最大定員は12名であるが、法律上パイロット1名で運航可能な人数に抑えている。代わりに副操縦席には整備士が乗り、各島到着時の運航サポートや客の対応にあたっている。